# Acacia perrottii
Acacia perrottii é uma espécie de leguminosa do gênero Acacia, pertencente à família Fabaceae.